# التغير المناخي في إيطاليا

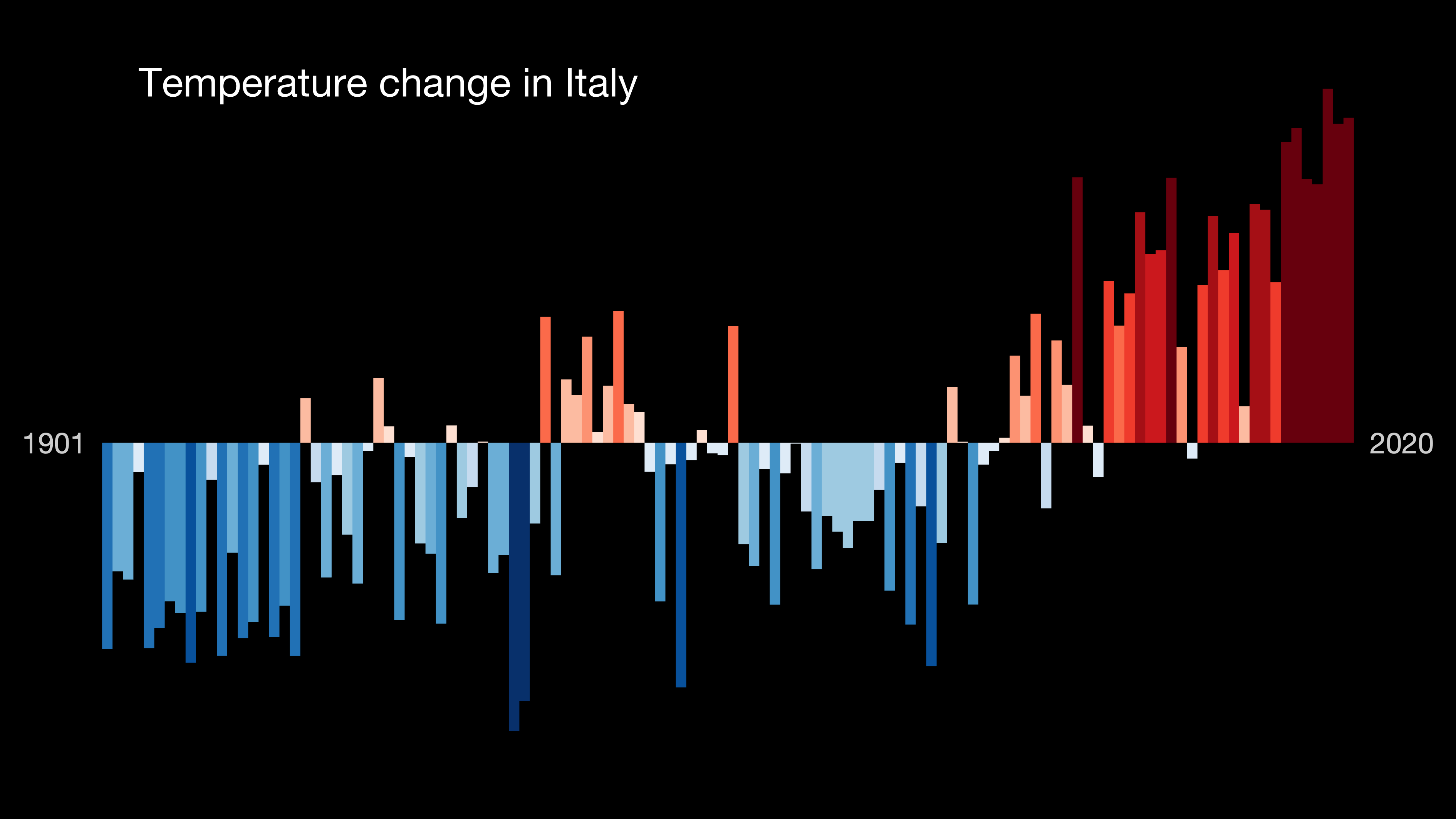
تغيرات درجات الحرارة في إيطاليا على مدار القرن الماضي يشير إلى أن متوسط درجة الحرارة قد ارتفع خلال السنوات العشرين الماضية.

في إيطاليا، تتم ملاحظة آثار تغير المناخ على نطاق واسع. ومع زيادة الأحداث المتطرفة مثل موجات الحر والجفاف والفيضانات المتكررة، فإن إيطاليا تواجه العديد من التحديات للتكيف مع تغير المناخ.
إحدى هذه الحالات لتأثير ارتفاع مستوى سطح البحر هي الحاجة إلى الحفاظ على مدينة البندقية الساحلية، والتي من المتوقع أن تختفي في السنوات القادمة. إن الآثار الاقتصادية والاجتماعية والبيئية التي يخلقها تغير المناخ إلى جانب حصيلة الوفيات المتزايدة الإشكالية من المخاطر الصحية التي تأتي مع تغير المناخ، تمثل تحديًا كبيرًا لإيطاليا.
إيطاليا هي أول دولة تجعل التعليم بشأن تغير المناخ إلزاميًا، وقد أدرجت «حماية البيئة والتنوع البيولوجي والنظم البيئية» في الدستور من أجل «حماية الأجيال القادمة». تُعتبر إيطاليا جزءًا من اتفاقية باريس واستراتيجية التكيف مع الاتحاد الأوروبي ومعاهدة فرنسا لتعزيز التعاون الثنائي الذي يتضمن التزامًا مشتركًا بالتنمية المستدامة والدفاع عن المناخ والتنوع البيولوجي وحماية البحر الأبيض المتوسط وقوس جبال الألب.
تحاول إيطاليا تكييف استهلاكها في نموذج أكثر استدامة من خلال التحول إلى الطاقة المتجددة والاستغناء تدريجيًا عن الوقود الأحفوري.

## انبعاثات غازات الاحتباس الحراري

### استهلاك الطاقة
تُعدّ إيطاليا ثالث أكبر مستهلك للطاقة في الاتحاد الأوروبي بعد ألمانيا وفرنسا. تمثل مصادر الطاقة الأكثر استخدامًا في إيطاليا المنتجات البترولية مثل البنزين والغاز الطبيعي. بسبب تغير المناخ، تعمل إيطاليا على زيادة الجهود لإنتاج واستهلاك المزيد من الطاقة المتجددة أو «الخضراء» للحد من انبعاثات الكربون. تعتمد إيطاليا بشكل كبير على الطاقة المستوردة؛ وهي ثاني أكبر مستورد للغاز الطبيعي في أوروبا من روسيا. يتم استيراد بعض الكهرباء أيضًا، بما في ذلك الطاقة النووية من فرنسا.

### النقل
يُعدّ النقل القطاع الأكثر تسببًا في انبعاثات غازات الاحتباس الحراري في إيطاليا. في عام 1990، انبعث من إيطاليا حوالي 100 مليون طن من ثاني أكسيد الكربون بنسبة سنوية على مدى السنوات 15 التالية، إلى ما يقرب من 130 مليون طن في عام 2005. تنخفض مستويات الانبعاثات بشكل كبير في 2010- 2015 إذ تستقر بين 100 و 106 مليون طن من ثاني أكسيد الكربون حتى عام 2019. في عام 2022، حاولت شركة فورزا إيطاليا دون جدوى إضعاف قواعد الاتحاد الأوروبي بشأن انبعاثات السيارات.

### الوقود الأحفوري
تأتي الطاقة في إيطاليا في الغالب من الوقود الأحفوري. من بين الموارد الأكثر استخدامًا هو النفط (الذي يستخدم في الغالب لقطاع النقل) والغاز الطبيعي (المستخدم في إنتاج الطاقة الكهربائية والتدفئة) والفحم ومصادر الطاقة المتجددة. تمتلك إيطاليا القليل من موارد الطاقة إذ أن معظم إمداداتها مستوردة.
تأتي حصة مهمة من الكهرباء من الاستيراد وخاصة من سويسرا وفرنسا. إن حصة الطاقة الأولية المخصصة لإنتاج الكهرباء أعلى من 35%، ونمت بشكل مطرد منذ السبعينيات.
يتم إنتاج الكهرباء بشكل أساسي من الغاز الطبيعي، والذي يمثل مصدر أكثر من نصف إجمالي الطاقة الكهربائية النهائية المنتجة. ثمّة مصدر مهم آخر وهو الطاقة الكهرومائية، والتي كانت عمليًا المصدر الوحيد للكهرباء حتى عام 1960. نمت طاقة الرياح والطاقة الشمسية بسرعة بين عامي 2010 و 2013 بفضل الحوافز العالية. تُعدّ إيطاليا واحدة من أكبر منتجي الطاقة المتجددة في العالم.

### الغابات
نمت بعض الغابات نفسها بنفسها في الأراضي الزراعية المهجورة. تم الاتفاق على استراتيجية جديدة للغابات وتم نشرها في عام 2022. لكن يمكن أن تكون حرائق الغابات في إيطاليا مشكلة حقيقية.

## التأثيرات على البيئة الطبيعية

### درجات الحرارة وتغيرات الطقس
يشهد مناخ إيطاليا ارتفاعًا في درجات الحرارة وذوبان الأنهار الجليدية وزيادة في عدد الفيضانات الشديدة بسبب ارتفاع البحر وغزارة هطول الأمطار وفترات الجفاف المتكررة والطويلة.
يمكن ملاحظة هذه الاختلافات المناخية في يوليو من عام 2021 عندما شوهدت أمطار غزيرة تسبب في الكثير من الأضرار، بينما شهدت البلاد بعد شهر فقط درجة حرارة قياسية مع درجة حرارة قصوى بلغت 48.8 درجة في صقلية ما أدّى إلى وضع 26 مدينة في حالة تأهب قصوى. تعكس هاتان الظاهرتان تغير المناخ في السنوات الأخيرة في المنطقة.
بالإضافة إلى الزيادة في هذه الأحداث المتطرفة، شهد المناخ الإيطالي المتغير انخفاضًا في هطول الأمطار مثلما حدث في شتاء عام 2022 الذي ترك إيطاليا بنسبة أقل من ثلث كمية الهطول. في الوقت نفسه، ارتفع متوسط درجة الحرارة في الشتاء والصيف.
يميل المناخ الإيطالي نحو الاستوائية وهو يواجه عواقب تغير المناخ.
هذه التغييرات واضحة وخاصة على المستوى الإقليمي، وذلك مع تغير درجة الحرارة في منطقة لاتسيو حيث تقع العاصمة روما. وتُعتبر هذه المنطقة واحدة من أكثر المناطق دفئًا في إيطاليا.
لم تسلم العاصمة الإيطالية من الاحتباس الحراري إذ ارتفع متوسط درجة حرارة المدينة بين عامي 1979 و 2022 من متوسطه السنوي 14.6 درجة في عام 1980 إلى متوسط 16.3 درجة بعد 40 عامًا. لذا فإن الجو يزداد حرارة في منطقة روما. إذا قمنا بتفصيل هذه الزيادة أكثر واحتسبنا شهري يوليو ويناير بين عامي 1900 و 2018، نلاحظ ارتفاع درجة الحرارة بمقدار 1.4 درجة مئوية لشهر يوليو و 1.2 درجة مئوية لشهر يناير، وما تزال هذه النسبة في ارتفاع. أما بالنسبة للمستقبل، تم وضع اقتراحين لإيطاليا استنادًا إلى تقارير الفريق الحكومي الدولي المعني بتغير المناخ. يقدم كل اقتراح متغيرًا مناخيًا محتملًا ناتجًا عن مستوى الانبعاثات المختار كفرضية عمل.
يتصور الاقتراح الأول (آر سي بي 4.5) زيادة في انبعاثات غازات الاحتباس الحراري لعدة عقود أخرى قبل الاستقرار ثم الانخفاض قبل نهاية القرن. أما الاقتراح الثاني (آر سي بي 8.5) فهو يمثل هذا الاقتراح الحالة الأكثر تطرفًا مع عدم وجود تنظيم واضح لانبعاثات غازات الاحتباس الحراري. تبحث (سي إم سي سي: مؤسسة المركز الأوروبي المتوسطي لتغير المناخ) إلى جانب الاقتراحين أعلاه التطور المناخي بين عامي 2021 – 2100 بناءً على مرجع 1981 - 2010. في إيطاليا، يمكننا أن نشهد زيادة في درجة الحرارة وانخفاضًا في عدد الأيام الباردة وزيادة في عدد الأيام المتتالية بدون هطول أمطار وانخفاض في هطول الأمطار الصيفية لكلا الاقتراحين. يزداد عدد الأيام مع هطول الأمطار في فصل الشتاء في شمال البلاد بينما ينخفض في الجنوب. ثمّة فرق ملحوظ في الاقتراحين مع عدم وجود انخفاض في غاز ثاني أكسيد الكربون في اقتراح (آر سي بي 8.5)، والذي يتبع نفس التوقعات مثل الاقتراح الأول، لكن مع نسب تغيير أعلى بكثير.
تمت دراسة توقعات قصيرة الأمد من عام 2021 حتى عام 2050، ويمكننا أن نرى أن التوقعات تتنبأ بارتفاع درجات الحرارة العالمية حتى + 2 درجة مئوية لجنوب إيطاليا في أشهر يونيو ويوليو وأغسطس بما يتناسب مع اقتراح 8.5. صُنّف عام 2022 على أنه خامس أكثر الأعوام حرارةً على الإطلاق في إيطاليا، ما يجعل التأثيرات أكثر وضوحًا. في الواقع، لم تتأثر درجة الحرارة والمناخ بتغير المناخ فحسب، بل يمكننا أن نرى أن مستوى سطح البحر قد تغيّر أيضًا.